# دولت نهم جمهوری اسلامی ایران
دولت نهم جمهوری اسلامی ایران به دولتی گفته می‌شود که در نتیجه پیروزی محمود احمدی‌نژاد در انتخابات ۳ تیر ۱۳۸۴ روی کار آمد. تنفیذ رئیس‌جمهور توسط سید علی خامنه‌ای، رهبر جمهوری اسلامی در روز ۱۲ مرداد ۱۳۸۴ انجام گرفت. این دولت از تاریخ ۱۲ مرداد ۱۳۸۴ رسماً آغاز و در ۱۲ مرداد ۱۳۸۸ با شروع دولت دهم پایان یافت.
محمود احمدی‌نژاد در تاریخ ۲۵ مرداد ۱۳۸۴ متن کامل برنامهٔ دولت خود را اعلام کرد. او دولت خود را «دولت مهرورزی» یا «دولت مهر» نامید.

## کابینه
احمدی‌نژاد در تاریخ ۲۳ مرداد ۱۳۸۴ کابینهٔ پیشنهادی خود را به مجلس معرفی کرد. یکی از شروط گزینش وزرا از سوی احمدی‌نژاد موافقت آنان با مفاد میثاق‌نامه‌ای تحت عنوان «میثاق‌نامهٔ دولت اسلامی» و امضای آن بود. برخلاف بسیاری از پیش‌بینی‌ها مبنی بر انتخاب تمامی نامزدها از سوی مجلس شورای اسلامی، نمایندگان پس از تحقیق و بحث پیرامون وزیران پیشنهادی، در تاریخ ۲ شهریور ۱۳۸۴ چهار تن از آنان را فاقد صلاحیت احراز پست وزارت تشخیص داده و به بقیه رأی اعتماد دادند. آقایان اشعری، علی‌احمدی، هاشمی و سعیدلو که به ترتیب برای وزارتخانه‌های آموزش و پرورش، تعاون، رفاه و تأمین اجتماعی و نفت پیشنهاد داده شده بودند موفق به کسب رأی اعتماد از مجلس نشدند. صادق محصولی نیز که پیش از جلسه رأی اعتمادش، موضعگیری‌های نمایندگان مجلس علیه خود را درک کرده بود، از نامزدی برای تصدی وزارت نفت انصراف داد.
احمدی‌نژاد طبق قانون اساسی، سه ماه فرصت داشت تا افراد دیگری را به جای نامزدهای رد صلاحیت‌شده به مجلس پیشنهاد دهد.
وی دو وزیر فرهنگ و ارشاد اسلامی و اطلاعات کابینه را ۸ روز پیش از پایان کار دولت نهم عزل کرد.

## میثاق‌نامه دولت اسلامی
محمود احمدی‌نژاد ششمین رئیس‌جمهور ایران پس از انتخاب وزیران و پیش از گرفتن رأی اعتماد آنان از مجلس در تاریخ ۲۳ مرداد ۱۳۸۴ میثاق‌نامه‌ای به نام «میثاق‌نامهٔ دولت اسلامی» را با وزرای پیشنهادی خود در میان گذاشت که تمامی آنان با مفاد آن موافقت کردند.

## انتصابات آغازین دولت
سه ماه پس از آغاز رسمی فعالیت دولت نهم، جمعیت ایثارگران انقلاب اسلامی طی بیانیه‌ای، وضعیت‌گذار دولت جمهوری اسلامی ایران از کابینهٔ پیشین به این کابینه را مورد بررسی قرار داد. بر پایه این گزارش، برخی از حامیان اکبر هاشمی رفسنجانی در انتخابات سال ۱۳۸۴ که در سطح معاونت وزارت‌خانه‌هایی مانند وزارت کشور و وزارت امور خارجه بودند، همچنان مشغول کار هستند. همچنین از میان دولت‌مردان سید محمد خاتمی، وزیر راه و ترابری، رئیس سازمان انرژی اتمی و تعدادی از معاونان وزارت فرهنگ و ارشاد اسلامی و سازمان مدیریت و برنامه‌ریزی کشور ابقا شدند. رئیس سابق سازمان به سمت مشاور عالی، و سه معاون سابق دیگر نیز به سمت مشاوران رئیس جدید سازمان منصوب شدند. همچنین وزیر سابق اقتصاد به سمت معاون‌کل این وزارت منصوب شد. بررسی تغییرات در دولت نهم نشان می‌دهد که احمدی‌نژاد از میان افرادی که برای مناصب اجرایی در نظر گرفته، نسبت به همکاران سابق خود در شهرداری و شورای شهر اعتماد بیشتری دارد و بسیاری از مناصب مهم کشور را به مدیران سابق شهرداری تهران داده است. مهدی چمران که رئیس شورای شهر تهران است با حفظ سمت، در مسئولیت جدید خود با عنوان مشاور رئیس‌جمهور در امور شوراهای اسلامی شهر و روستا ایفای نقش می‌کند، مسعود زریبافان علاوه بر عضویت در شورای شهر، عنوان دبیری هیئت دولت را به عهده گرفته و نسرین سلطان‌خواه از دیگر اعضای شورای شهر نیز جایگزین زهرا شجاعی در مرکز مشارکت امور زنان شده است.
علی سعیدلو معاون سابق شهردار و وزیر پیشنهادی نفت که نتوانست از مجلس رأی اعتماد بگیرد، به عنوان معاون اجرایی رئیس‌جمهور فعالیت خود را آغاز کرده است. سید مهدی هاشمی معاون سابق امور استان‌های شهردار تهران نیز که نتوانست برای تصدی وزارت رفاه رأی مناسب کسب کند، معاون عمرانی وزیر کشور شد. محمدجواد محمدی‌زاده که معاون سابق خدمات شهری شهرداری بود، نیز به عنوان استاندار خراسان رضوی انتخاب شده است. شیخ‌الاسلامی رئیس دفتر احمدی‌نژاد در شهرداری، به عنوان استاندار هرمزگان تعیین شد. همچنین اسفندیار رحیم مشایی که ریاست سازمان فرهنگی هنری شهرداری تهران را به عهده داشت در مقام رئیس سازمان میراث فرهنگی کار خود را آغاز کرده است. علی‌آبادی هم که معاون عمرانی و فنی شهرداری تهران بود به عنوان رئیس سازمان تربیت بدنی فعالیت خود را آغاز کرده است. داود مددی دیگر فردی است که از شهرداری تهران به دولت آمده و سرپرستی وزارت رفاه را عهده‌دار شده است. وی قبلاً رئیس سازمان سرمایه‌گذاری شهرداری تهران بود. مهرداد بذرپاش مشاور جوان سابق شهرداری تهران در مسئولیت جدید خود یعنی مشاور رئیس‌جمهور در امور جوانان و رئیس گروه مشاوران جوان ریاست جمهوری به ایفای نقش می‌پردازد. به همراه وی حدود بیست نفر از اعضای گروه مشاوران جوان شهرداری نیز به دولت آمده و مشاوران جوان وزرا و معاونان رئیس‌جمهور شده‌اند. ابوالحسن فقیه معاون مدیرکل روابط عمومی شهرداری تهران به سمت سرپرست سازمان بهزیستی کشور منصوب شده است. علی‌اکبر اشعری مدیر مؤسسه همشهری و مشاور فرهنگی شهردار تهران که وزیر پیشنهادی احمدی‌نژاد برای وزارت آموزش و پرورش نیز بود، پس از عدم توفیق در کسب رأی اعتماد مجلس به عنوان رئیس کتابخانه ملی معرفی شد. محمدعلی فتح‌اللهی مشاور سابق شهردار نیز به عنوان معاون دفتر رئیس‌جمهور انتخاب گردیده است. جوانفکر از دیگر نیروهایی بود که در دوره مسئولیت احمدی‌نژاد در شهرداری، مشاور مطبوعاتی وی بود و در دور جدید فعالیت کابینه به عنوان مشاور مطبوعاتی رئیس‌جمهور کار خود را آغاز کرد. احمد خادم‌المله از نیروهای باسابقه ایرنا و از دوستان نزدیک جوانفکر نیز که مدت کوتاهی با ستاد احمدی‌نژاد همکاری داشت، مدیرعاملی خبرگزاری جمهوری اسلامی ایران را عهده‌دار شد.

## یادداشت
1. 1 2  با تصویب هیئت دولت در ۲۳ آذر ۱۳۸۷، دبیرکل ستاد مبارزه با مواد مخدر هم‌تراز با مقامات موضوع بند «د» ماده ۷۱ قانون مدیریت خدمات کشوری شد.